# Holger Hansen (Sänger)
Holger Hansen (* 30. März 1894 in Kopenhagen; † 8. Mai 1965) war ein dänischer Schauspieler und Sänger, bekannt als „Holger Fællessanger“. Hansens Aufnahmen verkauften sich mehr als eine Million Mal; zu den größten Erfolgen aus seinem umfangreichen Repertoire gehören das sangpotpourriet Rullen (1952), Naar der kommer en Baad med Bananer (1945) und Hvem skal nu betale? (1954), einem Cover-Song, der 1949 in Deutschland als Wer soll das bezahlen? bekannt wurde.

## Leben
Holger Hansen absolvierte eine Ausbildung zum Formenbauer und arbeitete auf einem Schwimmdock. Hansen debütierte 1914 als Revueschauspieler in Kopenhagen in der Sommerrevue Korups Have, einem beliebten Gaststättenzentrum  in Søndermarken. 1917 wurde er Direktor des Sommertheaters in Viborg. Ab 1926 war er Direktor des Frederikshavns Sommerteater, bis er 1928 an das Esbjerg Theater wechselte. Als Ende der 1920er Jahre das goldene Zeitalter des Dinnertheaters vorbei war, tourte er mehrere Jahre lang mit den Mundharmonikaspielern Alex und Richard durch das Land. Hansen trat sowohl in Gemeindezentren im ganzen Land und in großen Kopenhagener Spielstätten wie Hollænderbyen und Lodberg auf. Den Namen „Fællessanger“ (Sänger der Gemeinschaft) verdiente er sich während seines 12-jährigen Engagements in den Sigøjnerhallen von 1938–1950. 1945 erzielte Holger Fællessanger im Circus Ib mit dem Lied Når der kommer en båd med bananer einen seiner größten Erfolge. Holger Fællessanger Hansen heiratete am 7. September 1940 die Schauspielerin Ragna Gudrun Pedersen im Pfarrhaus in Himmelev. 1946 holte ihn das Stadttheater Malmö als Operettenschauspieler für die Rolle des Jupiter in Orpheus in der Unterwelt, er spielte am Nørrebros-Theater in Der Bettelstudent, Hauptmann Hammer in Styrmand Karlsens Flammen, Polizeichef Bastian in Menschen und Räuber in Kardamomstadt und hat sogar Holberg und Shakespeare in der Provinz gespielt. Er trat auch in Revuen in Elsinore, im Zirkus Ib im Fælledparken und in der Zirkusrevue in Bakken auf, wo er 1952 das Lied Den ta'r vi også med mit Christian Arhoff aufführte. Er verstarb im Alter von 71 Jahren und wurde auf dem Himmelev-Friedhof in Roskilde beerdigt.

## Filmografie (Auswahl)
- 1941	Tag det som en mand Alfred
- 1944	Det store ansvar
- 1946	Hans store aften Hansen
- 1958	Vagabonderne på Bakkegaarden
- 1960	Poeten og Lillemor og Lotte Minister
- 1962	Venus fra Vestø Morten
- 1965	En ven i bolignøden

## Diskografie (Auswahl)

### Singles
- 1951 Der går altid både tilbage / Musik og sang og bægerklang
- 1959 Når blot du har et perlehumør / Du skal aldrig se tilbage
- 1959  Polkaen går / Pigen fra Vard
- 1961 Jeg sejler med dig (with Jytte Bo) / Syng - syng - syng